# Dano Halsall
Daniel Dano Halsall (* 16. Februar 1963 in Genf) ist ein ehemaliger Schweizer Schwimmer. Er hatte sich auf das Freistil-Schwimmen spezialisiert.

## Werdegang
Halsall, Sohn einer Schweizerin und eines Jamaicaners kam bereits im Alter von acht Jahren 1971 zum Schwimmsport im Rahmen des Schulschwimmens. Nachdem ihn ein Trainer dabei entdeckte, begann er 1983 mit seiner Profikarriere. Halsall feierte einen ersten internationalen Achtungserfolg bei den Olympischen Sommerspielen 1984 in Los Angeles. Nach Rang fünf über 100 m Freistil und Rang 11 über 100 m Schmetterling blieben in den beiden Staffelwettbewerben für ihn und seine Mannschaftskollegen nur die Plätze sieben und neun.
Am 21. Juli 1985 stellte er beim Schweizer Meeting in Bellinzona mit 22,52 Sekunden einen neuen Weltrekord über 50 Meter Freistil auf, welcher bis zum Dezember 1985 Bestand hatte. Bei den Schwimmweltmeisterschaften 1986 in Madrid gewann er über diese Disziplin die Silbermedaille hinter dem US-Amerikaner Tom Jager.
Bei den Olympischen Sommerspielen 1988 in Seoul verpasste er seine erste olympische Medaille über die 50 Meter als Vierter nur knapp. Über die 100 Meter lag er am Ende auf Rang 23. Gemeinsam mit Patrick Ferland, Étienne Dagon und Stefan Volery beendete er das spätere Staffelrennen auf Rang neun.
Vier Jahre später startete er noch einmal bei den Olympischen Sommerspielen 1992 in Barcelona über die 50-Meter-Distanz, kam aber über Rang 16 nicht hinaus und beendete nach den Spielen seine aktive Karriere. Im Verlauf seiner Schwimmerkarriere gewann Halsall insgesamt 86 Schweizer Meistertitel.

## Privates
Halsall ist zum zweiten Mal verheiratet. Mit seiner ersten Ehefrau hat er zwei erwachsene Kinder. Mit seiner zweiten Frau Lena hat er einen gemeinsamen Sohn Suny. Nach dem Ende seiner aktiven Laufbahn begann er sich im Immobiliengeschäft zu betätigen und gründete in Lausanne die Agentur L-agen.se. Seit 2021 bietet Dano Halsall mit Dano Coaching Personal und Business Coachings an.